# Viaducto de Xabregas
El Viaducto de Xabregas es una infraestructura de la Línea del Norte, situada en la ciudad de Lisboa, en Portugal.

## Características
Esta estructura está compuesta por dos secciones, una presenta arcos de piedra, y otra con vigas metálicas. El vano de la sección metálica tenía, en el momento de su construcción, 15,60 metros de longitud, mientras que la longitud de la sección de arcos de piedra es de cerca de 36 metros.

## Historia
El viaducto, construido en 1854, fue proyectado por John Sutherland y Valentine C. L.. La sección de vigas metálicas fue sustituida en 1954.